# 何殷震
何殷震（约1884年—约1920年），本名何班，又名何震，别名何振，笔名志剑、小器。“何殷震”是其笔名，“殷”字为其母姓氏。曾在天義報上用笔名“震述”發表《女子解放问题》。中国近代女性主義者、无政府主义者。武进县学教谕何承霖次女，生于江蘇省揚州府儀徵縣。其夫为学者劉師培。

## 生平
1907年，赴日本；7月，加入亚洲和亲会。旋与丈夫刘师培及张继等成立无政府主义团体社会主义讲习会、女子复权会；并和陆恢权，周大鸿等人发起创办《天义报》（半月刊），任主编，並在《天義報》上發表《女子復仇論》，表示「男子为女子之大敌」、「女子受制于男已历数千载之久」、「男子之于女子也，既无一而非虐，则女子之于男子也，亦无一而非仇」；又办《衡报》；宣传无政府主义。1907年年底随劉師培返回中国，投奔端方成为其幕僚，从而背离了反满阵营，也放弃了无政府主义。
中华民国成立后，曾在太原女子师范任教，又担任过阎锡山家庭教师。何震的结局仍然是个谜。1919年刘师培死于肺结核后，据传她出家为尼，以“小器”的名字受戒。然而，也有报道说她死于心脏衰竭或精神失常。